# Marion Rung
Marion Evi Rung (ur. 7 grudnia 1945 w Helsinkach) – fińska wokalistka.

## Życiorys
Marion Rung jest rosyjską Żydówką, która rozpoczęła karierę muzyczną w 1961 roku. Rok później reprezentowała Finlandię podczas 7. Konkursu Piosenki Eurowizji. 18 marca 1962 roku z utworem „Tipi-tii” wystąpiła w finale konkursu z pierwszym numerem startowym i zajęła ostatecznie 7. miejsce ex eaquo ze szwedzką piosenkarką Inger Berggren i jej utworem „Sol och vår”. 
W 1973 ponownie reprezentowała Finlandię podczas 18. Konkursu Piosenki Eurowizji w Luksemburgu. 7 kwietnia wystąpiła w finale konkursu z piosenką  „Tom Tom Tom” i zajęła ostatecznie 6. miejsce z dorobkiem 93 punktów na koncie. 
W 1974 po raz pierwszy otrzymała nagrodę na Międzynarodowym Festiwalu Piosenki w Sopocie za piosenkę „Uskon lauluun”, a sześć lat później odebrała drugą statuetkę za utwór „Hyvästi yö”.

## Dyskografia
- 1969 – Marion On Onnellinen
- 1972 – Shalom
- 1973 – Tom Tom Tom
- 1974 – Lauluja Sinusta
- 1975 – El Bimbo
- 1976 – Baby Face
- 1977 – Marion 77
- 1977 – Rakkaus On Hellyyttä
- 1978 – Love Is…
- 1978 – Por Favor
- 1979 – Onni On Kun Rakastaa
- 1980 – Moni-ilmeinen Marion
- 1982 – Rakkaimmat Lauluni
- 1983 – Elän Kauttasi
- 1984 – Nainen
- 1988 – Marion 88
- 1989 – Marionkonsertti
- 1994 – Nuo Silmät
- 1995 – Hän Lähtee Tanssiin
- 1997 – Yön Tähdet
- 2000 – Sadetanssi
- 2000 – Leidit Levyllä